# Первореченский район (Владивосток)
Перворе́ченский райо́н — один из пяти районов города Владивостока.

## Географическое положение
Первореченский район граничит:
- с Ленинским районом на юге.
- с  Фрунзенским районом на юго-западе.
- с  Советским районом на севере.

## История
Единственный из пяти районов города, происхождение названия которого связано с географической особенностью города. Название относит нас к первым годам существования Владивостока, когда две заметные речки на южной оконечности полуострова Муравьёва-Амурского получили свои имена — Первая и Вторая.
4 августа 1937 года — Первореченский район стал самостоятельной административно-территориальной единицей. До этого времени он входил в состав Фрунзенского района.

## Население
| 1939     | 1959     | 1970     | 1979     | 1989     | 2002     | 2009     |
| -------- | -------- | -------- | -------- | -------- | -------- | -------- |
| 51 322   | ↗81 152  | ↗157 103 | ↘112 183 | ↗147 702 | ↘138 266 | ↘131 196 |
| 2010     | 2012     | 2013     | 2014     | 2015     | 2016     | 2017     |
| ↗136 297 | ↗139 126 | ↗143 624 | ↗146 749 | ↘146 482 | ↗147 143 | ↗147 669 |
| 2018     | 2019     | 2020     | 2021     | 2023     | 2024     |          |
| ↘145 067 | ↘144 635 | ↘144 596 | ↘143 638 | ↘141 778 | ↘139 654 |          |

В 2015 году зарегистрировано 2028 актов о рождении, рождаемость составила - 13,84‰.